# Makar Obuchow
Makar Michajłowicz Obuchow (ros. Макар Михайлович Обухов, ur. 16 marca 1902, zm. 31 grudnia 1952) – radziecki działacz państwowy i partyjny.
W latach 1923-1926 i 1926-1931 był sekretarzem rady wiejskiej, od 1931 należał do WKP(b), 1931-1932 był instruktorem i sekretarzem komitetu wykonawczego rady rejonowej w obwodzie kamczackim. W latach 1932–1934 był przewodniczącym komitetu wykonawczego rady rejonowej w Koriackim Okręgu Autonomicznym, a od 1 kwietnia 1934 do końca życia przewodniczącym Komitetu Wykonawczego Koriackiego Okręgu Autonomicznego. Został odznaczony Orderem Lenina i Orderem Znak Honoru.